# 冈本璃奈
岡本璃奈（日语：／，1994年3月17日—），是日本女性踢拳选手。大阪府丰中市出身。隶属于STRUGGLE。初代REBELS-BLACK女子46kg级冠军。她职业原本是专业的模特，现在已经转型为职业踢拳运动员。